# Hermann Bräuer
Hermann Bräuer (* 1968 in Freilassing) ist ein deutscher Autor.

## Werdegang
Bräuer studierte an der Universität München, war fünf Jahre lang als Konzertveranstalter tätig. Im Anschluss leitete er in einem Münchner Verlagshaus vier Jahre die Online-Redaktion. Seit 2002 ist er freischaffend als Drehbuchautor und Gagschreiber tätig und arbeitet unter anderem für die Comedians Dieter Tappert und Christian Tramitz. 2008 übersiedelte Bräuer von Frankfurt nach Berlin.
Ende 2009 erschien sein Debütroman Haarweg zur Hölle.

## Fernsehproduktionen
- Ringlstetter (BR)
- Blondes Gift (mit Barbara Schöneberger)
- Tramitz and Friends (mit Christian Tramitz)
- MTV Dismissed

## Drehbücher
- 2010: 3faltig

## Veröffentlichungen
- Wie Franz Beckenbauer mir einmal viel zu nahe kam. Diverse Kurzgeschichten in der Anthologie des Eichborn Verlags, 2004
- Bilden Sie mal einen Satz mit… Diverse Gedichte in der Anthologie des Fischer Verlags, 2006
- Was wir uns überlegt haben zu verschiedenen Themen! Kurzgeschichte in der Anthologie des Fischer Verlags, 2008
- Haarweg zur Hölle. Ullstein, 2009
- 101 Dinge, die Sie sich sparen können. dtv, 2012 (zusammen mit Oliver Nagel)